# Yuzu (émulateur)
Pour les articles homonymes, voir Yuzu et Yuzu (groupe).
Yuzu est un émulateur libre et open-source de la Nintendo Switch qui a été annoncé en développement le 14 janvier 2018,, soit dix mois après la sortie de la Switch. Il est développé en C++ avec une interface Qt.
L'émulateur est réalisé par les développeurs de l'émulateur Nintendo 3DS Citra, avec un code important partagé entre les projets. À l'origine, Yuzu ne supportait que les programmes de test et les homebrews, mais depuis juillet 2019, une poignée de jeux fonctionnent sans problème,,,. Il y avait une liste des jeux compatibles pour l'émulateur qui était disponible sur le site officiel.
En mars 2024, face à des pressions judiciaires de Nintendo, l’équipe principale de développement de Yuzu, Tropic Haze, accepte à « l’amiable » d’arrêter le développement de l’application, et de verser 2,4 millions de dollars en dommages et intérêts à Nintendo.

## Histoire
En octobre 2018, Kotaku publie un article notant que Super Mario Odyssey était jouable sur Yuzu. L'auteur de l'article s'est dit préoccupé par la capacité de l'émulateur à imiter des jeux qui étaient disponibles dans le commerce à l'époque.
PC Gamer a noté que l'émulateur était capable d'exécuter Pokémon Let's Go, Pikachu et Let's Go, Évoli peu de temps après leurs sorties, malgré des problèmes audio.
En octobre 2019, Gizmodo publie un article notant que Yuzu était capable d'émuler certains jeux à une fréquence d'images à peu près équivalente au matériel de la console.
En mars 2024, face à des pressions judiciaires de Nintendo, l’équipe principale de développement de Yuzu, Tropic Haze, accepte à « l’amiable » d’arrêter le développement de ses émulateurs Yuzu et Citra et de verser 2,4 millions de dollars en dommages et intérêts à Nintendo,,,,. Des clones de Yuzu et Citra commencent malgré tout à être publiés par des fans.

## Fonctionnalités
Yuzu propose plusieurs fonctions comme le redimensionnement de la résolution, la modification du filtrage anisotrope, la possibilité d’activer la V-Sync, le choix de l'API graphique (Vulkan ou Opengl) et le choix de l'API audio (cubeb ou sdl2). L'un des points forts de Yuzu est qu'il fonctionne aisément avec les principaux GPU (Nvidia, AMD, Intel, etc.).
Yuzu utilise un service réseau appelé Boxcat en remplacement du réseau de contenu dynamique BCAT de Nintendo.
En décembre 2019, Yuzu a ajouté un moteur de rendu Vulkan expérimental à sa version Early Access.
Le 9 mai 2020, la team de développement a annoncé une mise à jour expérimentale incluant l'émulation multi-cœur (nom de code : Prometheus) 
En juillet 2021, Yuzu conclut le « Projet Hades » qui visait à réécrire le décompilateur de shader, apportant une amélioration des performances globales de l'émulateur.
Le 30 mai 2023, la version de Yuzu sur Android est annoncée.
Le 5 mars 2024, l'équipe (Team Yuzu) annonce l'arrêt du développement de Yuzu pour des raisons judiciaires.